# Вормервер
Вормервер (нід. Wormerveer) — місто в нідерландській провінції Північна Голландія. Входить до складу муніципалітету Занстад, і лежить приблизно 13 км на північний захід від Амстердама. У місті є залізнична станція.
Вормервер виник у XV столітті на західному березі річки Заан. Він почав індустріалізуватися з вітряками в XVII столітті, однак жодного з вітряків більше не існує.